# Месхетски хребет
Месхетският (Аджаро-Имеретински) хребет (на грузински: მესხეთის ქედი; на руски: Месхетский хребет) е планинска хребет в най-западната част на планината Малък Кавказ, разположен в западната част на Грузия (югозападните му склонове са на територията на историко-географската област Аджария). Свързва Главния кавказки хребет с вай-северната част от Малък Кавказ и отделя западното от източното Закавказие. Има различни наименования в различните си части – Батумска, Аджаро-Имеретска, Гурийско-Аджарска, Ахалцихо-Имерететска и Картли-Имеретска.
Простира се на близо 150 km от запад (аджарското крайбрежие на Черно море) на изток до Боржомското дефиле на река Кура. Общата дължина по линията на траверса от аджарската столица Батуми до Сурамския проход е 158 km. Технически това е и най-лекият път за преминаване по дължината на планинската верига. На североизток чрез Сурамския проход (949 m) се свързва с Лихския хребет та Голям Кавказ, а на юг чрез прохода Годердзи (2025 m) – с Арсиянския хребет (северозападна ограда на Арменската планинска земя). Максимална височина връх Меписцкаро 2850 m (41°49′48″ с. ш. 42°40′23″ и. д. / 41.83° с. ш. 42.673056° и. д.). Други по-високи върхове са: Сакорниа (2755 m) на запад и Самецхварио (2642 m) на изток.

## Геология и орография
Месхетският хребет изпълнява ролята на главен вододел между водосборните басейни на Черно море (реките Риони на север, Аджарисцкали на югозапад и др.) и Каспийско море – Кура на югоизток.
В геоложко отношение представлява сложен комплекс от вулканични (туфи, андезити) и морски седиментни скали (флишови наслаги), които са предимно конгломератни и се характеризират с редуване на няколко литоложки пласта – преобладаващо меланжирани и мергелни шисти, туфи и андезити. Практически почти навсякъде се намират карстови образования.
В някои части от планината се наблюдава местна магнитна аномалия. В най-западния си край магнитната деклинация е от -1 до + 20 градуса, а на Ахалцихо-Имеретската част – от -3 до + 22 градуса.
В орографично отношение планината се характеризира с две важни особености – явява се западният край на ГВХМК от превала Чидила и влиза в състава на гигантския вододел между басейните на Черно и Каспийско море. Служи като бариера на пътя на богатите на водни пари въздушни потоци, идващи от Черно море. По тази причина на склоновете на планината валят обилни дъждове – от 1000 – 2500 mm годишно, особено през есента и зимата.

## Растителност
Заради обилните валежи по склоновете на планината, до 2000 – 2200 m, растат пищни иглолистни и широколистни гори от бук, габър и други. Над тази надморска височина, районът на билото е зает от обширни алпийски поляни, които в топло време са отлични пасища.
По северозападните и северните му подножия са разположени градовете Батуми, Кобулети, Озургети, Вани, Багдати и Зестафони, а по югоизточните (долината на река Кура) – градовете Боржоми и Ахалцихе.

## Топографска карта
- К-37-XХIV М 1:200000[4]
- К-38-XIХ М 1:200000[5]